# Helge Gustafsson
Bror Helge Gustafsson (Ervalla, Örebro, 16 de gener de 1900 – Örebro, 5 d'octubre de 1981) va ser un gimnasta artístic suec que va competir a començaments del segle xx.
El 1920 va prendre part en els Jocs Olímpics d'Anvers, on va guanyar la medalla d'or en el concurs per equips, sistema suec del programa de gimnàstica.